# Joannis Avramidis
Joannis Avramidis (en grec Ιωάννης Αβραμίδης, né le 23 septembre 1922 à Batoumi, République socialiste soviétique autonome d'Adjarie, mort le 16 janvier 2016 à Vienne) est un sculpteur autrichien.

## Biographie
Joannis Avramidis est le fils de Grecs pontiques. Il dut interrompre ses études à l'académie des beaux-arts de Batoumi en 1937. En 1943, Avramidis part pour Vienne en tant que travailleur étranger, tandis que la persécution et la mort de son père en prison contraignent la famille à émigrer en Grèce en 1939. Il étudie la peinture à l'Académie des Beaux-Arts de Vienne de 1945 à 1949 et la sculpture de 1953 à 1956 auprès de Robin Christian Andersen et Fritz Wotruba.
À la fin des années 1950, il acquiert une certaine notoriété pour ses sculptures empruntant aux formes du corps humain mais simplifiées jusqu'à l'abstraction. Il représente l'Autriche à la Biennale de Venise en 1962. En 1965-1966, il enseigne à l'académie de Vienne, où il est professeur de 1968 à 1992. Un proche collaborateur est le théoricien de l'art Heimo Kuchling. En 1966-1967, il travaille comme professeur à Hambourg.
Avramidis est l'époux de la poétesse et sculptrice Annemarie Avramidis (1939–2013).

## Source de la traduction
- (de) Cet article est partiellement ou en totalité issu de l’article de Wikipédia en allemand intitulé « Joannis Avramidis » (voir la liste des auteurs).